# Благовиця
Благовиця (словен. Blagovica) — поселення в общині Луковиця, Осреднєсловенський регіон, Словенія. 
Висота над рівнем моря: 410,2 м.